# 林格苏古尔
林格苏古尔（Lingsugur），是印度卡纳塔克邦Raichur县的一个城镇。总人口27301（2001年）。

## 人口
该地2001年总人口27301人，其中男性13926人，女性13375人；0—6岁人口4336人，其中男2246人，女2090人；识字率55.36%，其中男性为64.85%，女性为45.49%。